# ニプレス

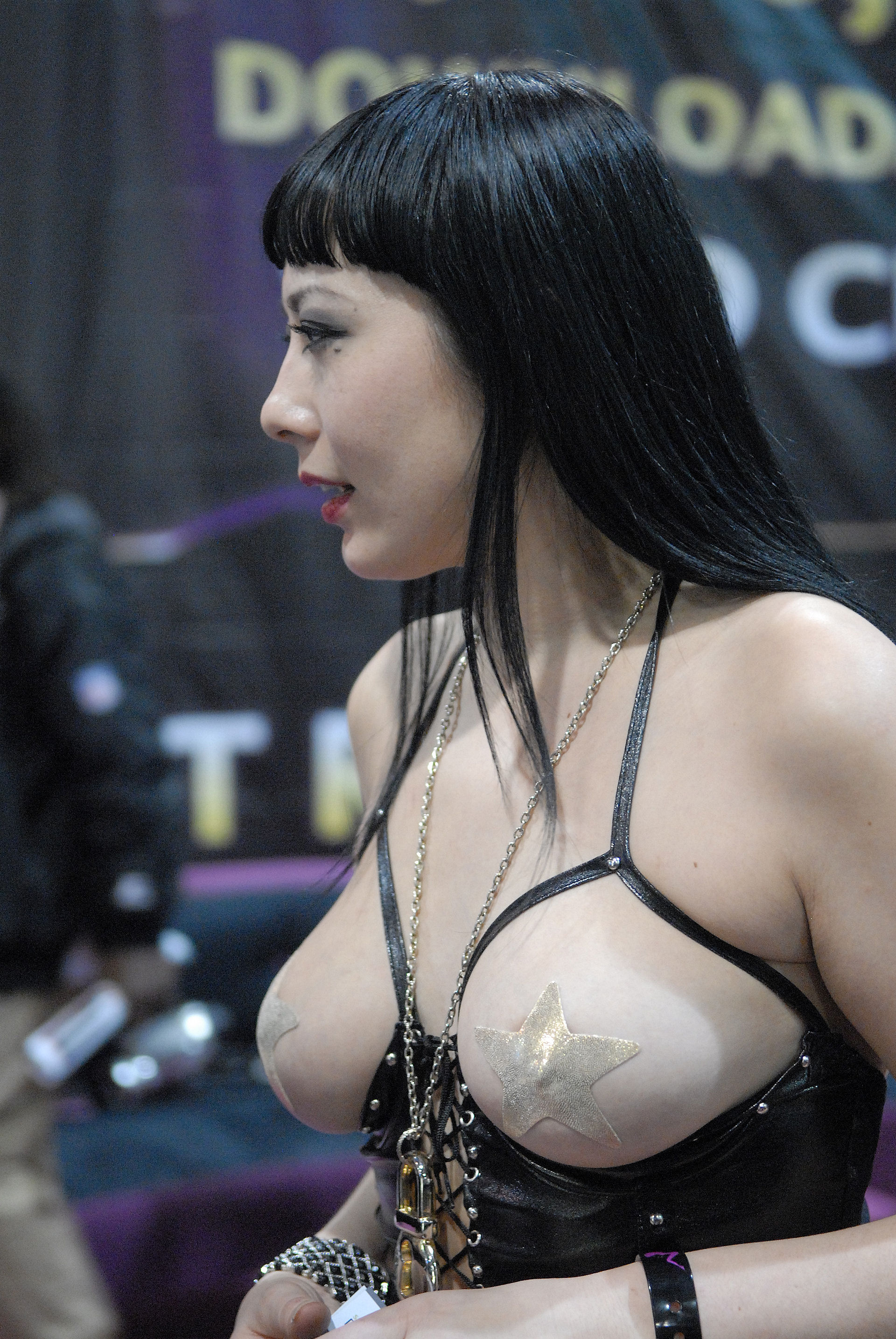
フェチファッション目的のニプレス（女性：Nyssa Nevers、場所：ラスベガス）

ニプレス (和製英語：nippless) は、人間の乳首に貼り付け、これを隠す絆創膏状のシート。ニップレスともいう。
ただし、ニプレスは常盤薬品工業の登録商標であリ、1981年から発売されている。他社による同種製品にはニトムズのタック・トップや繰り返し使える商品としてコジットのニップルフィッティなどがある。
欧米では、以下に記述するようにストリッパーが乳首を隠すために使用するペイスティースと言うものがある。これは、乳首を隠すという機能はニプレスと同じだが、現在ではフェチファッションとなっているものである。

## 概要
最も一般的なものは肌色をした円形の絆創膏タイプで、裏面は乳首と触れる中心部分に絆創膏同様の当て布が貼り付けられている。絆創膏部分は基本的に平面状であり、切れ込みなどは付いていないため、胸の乳首に貼り付けると外周部に多少のしわができてしまう。絆創膏タイプは基本的に使い捨てである。
ニプレスという単語はNipple+lessを組み合わせた造語で、そのまま日本語に訳すと「乳首なし」となり、英語話者には異様に受け取られることが多い。
近年の欧米では、女性差別をなくすための運動の影響で、女性だけ乳首を公共の場で晒すことができないのは不平等だという考えが強まっている。そもそも原始的な社会では女性もトップレスのことが多い（日本も明治維新で西洋文化が入ってくるまでは女性のトップレスはそこまで隠すものではなかったという記録もある）。

## 利用目的

### 乳首の保護・隠覆
本来、ニプレスはブラジャーを着用できないときなどに、胸ポチが目立ったり、衣類とこすれて痛みや痒みなどが起きるのを防ぐために使用する保護器具である。性別問わず使用が出来る。
ブラジャー着用時に衣類の種類によっては衣類からブラジャーが透けたり、衣類からブラジャーがはみ出たりするなどの理由でブラジャーを着用しない代わりにニプレスを着用されるが、ニプレスはブラジャーと異なり、バスト（乳房）を支えたり補正することが出来ない。
水着・レオタードなどの着用時にバストパッドの代わりや水着・レオタードなどがずれたり脱げたり破損したときの乳首露出防止に着用する場合もある。また、健康診断で脱衣が必要な検査項目を受診時に着用することもある（検診項目によってはニプレスの着用が出来ない）。マラソンの選手は素肌に直接ユニフォームを着なければいけないため、走行時の振動で乳首との摩擦が激しく、酷い場合は出血のおそれがあるため、よく使用される。
発展的な使い道としては、万一ブラジャーや衣服が外れても乳首が見えないようショーモデルや女優などが利用することがある。映画や写真等でのセミヌード撮影では、撮影スタッフや共演者の目から乳首を隠すために着用することが多いほか、水着着用時の撮影や入浴シーンの撮影などでも偶発的な乳首露出の予防策として着用することがある。

### フェティシズムのため
本来の用途とは異なるが、ニプレスを着用した胸を明示的に見せる「着エロ」系グラビアの手法がある。基本的にはこれらの業界においてもニプレスはいわば黒子の存在であり、着エロを除いてその存在が意識されることは少ない。
なお、着エロで使用されることの多い肌色以外のものや星型や花型のものは、欧米のストリッパーなどが使用するペイスティースがルーツである。これは人に見せることを前提としたもので、上述の本来の日本のニプレスとは系統が違うが、日本ではニプレスと呼ばれている。20世期初頭の欧米では、ストリッパーが当時の当局の規制を回避するために乳首だけ覆うために使用されていた。現在でもフェティッシュの理由で使用され続けている。

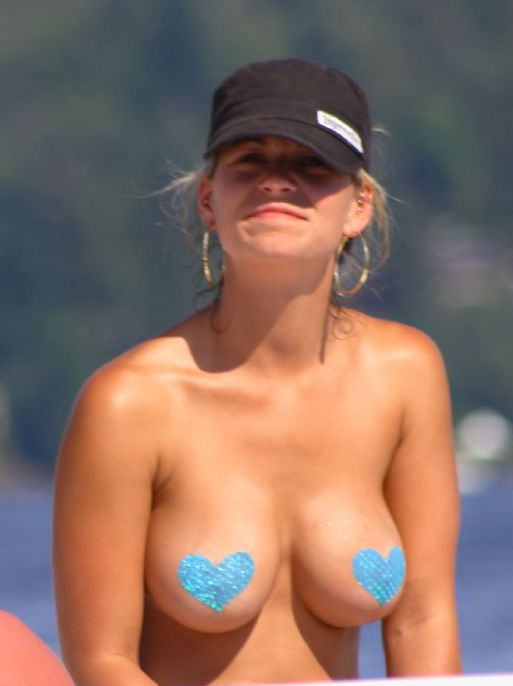
青のペイスティース
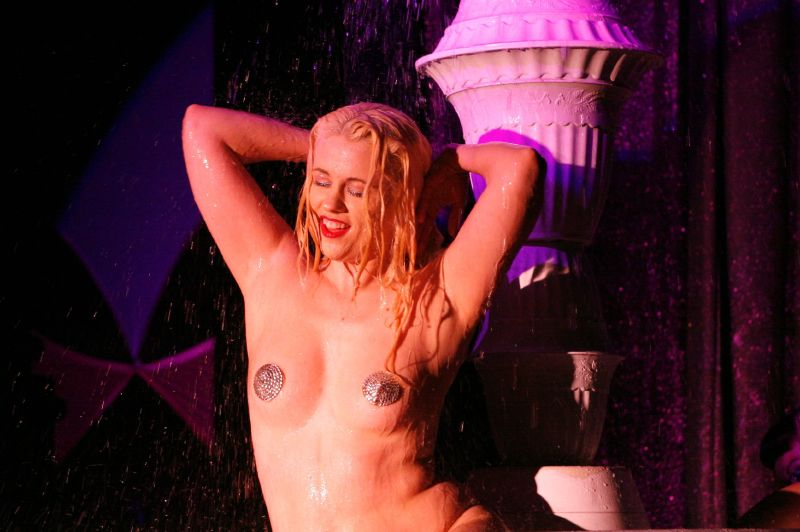
ペイスティースを付けたダンサー
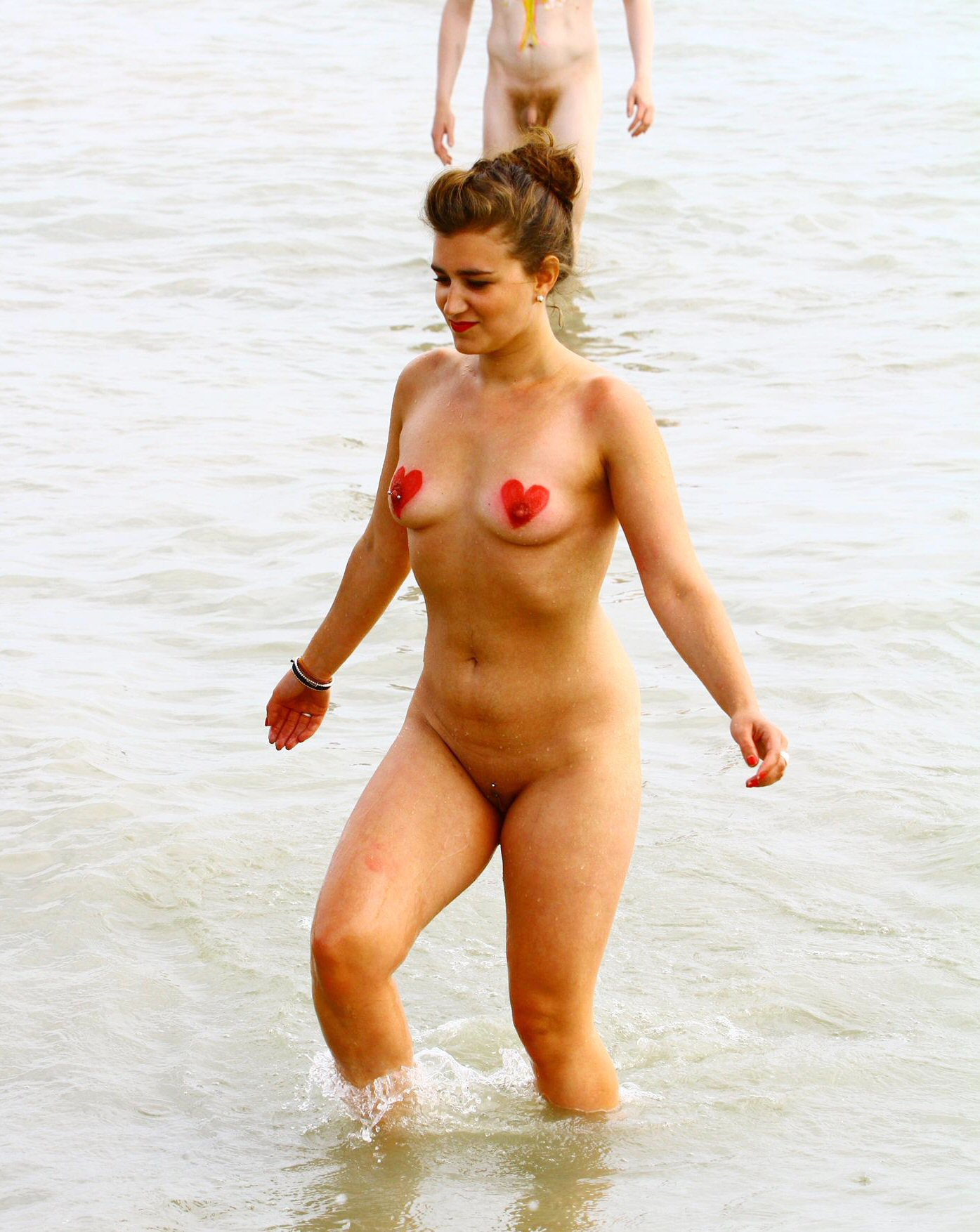
WNBRのアフターパーティー

## 使用された実例
2012年に行われた、映画『ウォールフラワー』のプレミアではエマ・ワトソンが乳首を露出したものの、ニプレスを付けた状態であった。
2015年7月、ブライトンなど世界各地で毎年催される『World Naked Bike Ride』ではペイスティースを付けた裸の女性が、競技終了後に、全裸水泳（スキニー・ディップ）をした。